# Rio Jaguarão
Der Rio Jaguarão (spanisch: Río Yaguarón) ist ein etwa 270 km langer Fluss im Süden des brasilianischen Bundesstaats Rio Grande do Sul an der Grenze zu Uruguay.

## Etymologie
Sowohl der portugiesische als auch der spanische Name des Flusses bedeutet Großer Jaguar. Der Begriff ist in verschiedenen Dokumenten aus den ersten Jahren der portugiesisch-spanischen Landnahme dieser Gebiete belegt. Für seine Bedeutung gibt es verschiedene Erklärungen. Ein möglicher Ursprung ist die portugiesische Erweiterung eines aus der Tupi-Sprache stammenden Wortes, das Jaguar bedeutet.
Die gängigste Version kommt aus einer indianischen Sage. Jagua-ru nannten die Pampas-Guaraní ein monströses Tier mit dem Körper eines Seebären, dessen Kopf und Beine mit Tigerkrallen bewaffnet waren und das die Größe eines Rehs oder eines kleinen Pferdes hatte. Die schreckliche Kreatur grub Löcher in der Nähe der Ufer, an denen die Menschen arbeiteten, und brachte das Land zum Einsturz, so dass Menschen und Tiere, die sich der Stelle näherten, ins Wasser fielen und zu seiner Beute wurden. Wenn er angriff, zerrte er an den Körpern seiner Opfer, zog ihnen nur die Lungen heraus und warf die Reste zurück in den Fluss. Trotz aller Fallen, die aufgestellt wurden, um ihn zu fangen, ist der Jagua-ru bis heute Teil der Volksfantasie.

## Verlauf

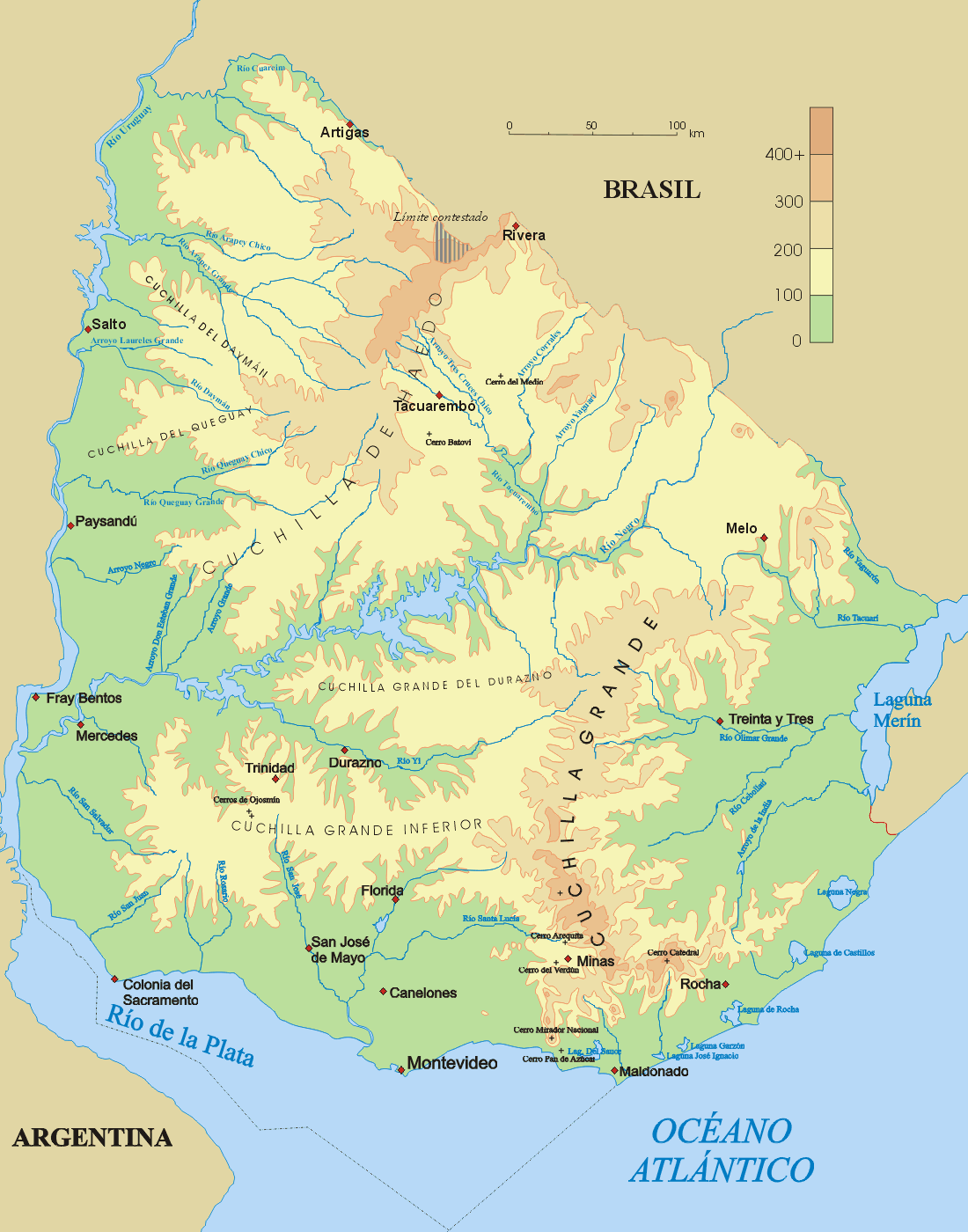
Karte mit Verlauf des Flusses

Der Fluss entspringt nahe der Stadt Bagé auf der Grenze zwischen den Munizipien Candiota und Hulha Negra etwa 10 km nordöstlich vom Hauptort Hulha Negra. Sein Ursprung liegt am Osthang der Cochilha das Tunas etwa einen Kilometer von der Quelle des 750 km langen Uruguay-Nebenflusses Rio Negro entfernt, der in Richtung Südwesten zur uruguayischen Grenze fließt.
Der Rio Jaguarão fließt zunächst etwa 80 km nach Süden. Rechtsseitig, nach Westen, grenzt er an die Munizipien Hulha Negra und Aceguá. An der rechtsseitigen Einmündung des Rio Jaguarão Chico wendet er sich nach Südosten. Ab hier bildet er bis zur Mündung in die Lagoa Mirim die Grenze zwischen Brasilien und Uruguay. Die Flussmündung im Gebiet des uruguayischen Departamento Cerro Largo stellt den östlichsten Punkt des Staates Uruguay dar. Der etwa 270 km lange Fluss mit einem Einzugsgebiet von etwa 3000 km² führt dabei auf den letzten Kilometern seines Verlaufs durch die beiden auf den gegenüberliegenden Ufern befindlichen und durch die Baron von Mauá-Brücke (portugiesisch: Ponte Barão de Mauá, spanisch: Puente Internacional Barón de Mauá) verbundenen Städte Jaguarão und Río Branco.

## Munizipien
Am Rio Jaguarão liegen die folgenden Munizipien.
In Rio Grande do Sul:
- Hulha Negra
- Aceguá
- Candiota
- Pedras Altas
- Herval
- Jaguarão.

In Uruguay:
- Aceguá
- Melo
- Río Branco.

## Zuflüsse
Die bedeutendsten Nebenflüsse sind auf der brasilianischen Seite der Rio Candiota, Rio Jaguarão Chico, Rio São José, Rio Butia, Rio do Bote, Rio do Meio und Rio do Telho. Auf uruguayischer Seite fließen ihm zu: Arroyo de las Cañas, Arroyo Sarandí del Barcelo und Arroyo Sarandí.